# Мавро (виноград)
Мавро (англ. mavro, греч. μαύρο — «чёрный») — чёрный технический сорт винограда, культивируемый на Кипре.
Название сорта происходит от цвета винограда. Итальянский ампелограф Count Giuseppe di Rovasenda упоминал о нём в 1877 как Cipro Nero. Этот сорт винограда хорошо переносит жаркий климат, свойственный для Кипра. Благодаря этому он стал самым распространённым виноградником на острове. До начала 90-х годов XX века до 80 % выращиваемого винограда приходилось именно на сорт Мавро . На сегодняшний день площади, занятые этим сортом, сокращаются, на 2013 год площадь посадок сорта Мавро составляет около 5400 гектаров из примерно 12000 гектаров общего виноградника. Причина в том, что получаемое из Мавро вино не подлежит долгой выдержке и потому сорт не считается перспективным. При этом Мавро успешно используется в смеси с другими сортами черного и белого винограда в производстве нескольких известных кипрских вин (преимущественно красных). Самое знаменитое - Коммандария, национальный продукт Кипр, древнейшее натуральное десертное вино, получаемое методом заизюмливания на основе белого сорта Ксинистери, в который в процессе производства добавляют в определённой пропорции Мавро и другие сорта. Мавро также используется в производстве крепкого алкогольного напитка зивания.  
Примечательно то, что Мавро продолжает произрастать на собственных корнях, в отличие от виноградников материковой части Европы, большинство из которых были привиты на корневую систему североамериканских сортов винограда. Это произошло благодаря тому, что Кипру удалось избежать эпидемии филлоксеры, которая в XIX веке уничтожила большинство европейских виноградников.
Как показали недавние исследования, по генотипу болгарский вид виноградника Мавруд не имеет родственных связей с сортом Мавро.
Сбор урожая как правило происходит в сентябре.